# (171433) Профой
(171433) Профой (др.-греч. Οἰνόμαος) — типичный троянский астероид Юпитера, движущийся в точке Лагранжа L4, в 60° впереди планеты. Астероид был открыт 7 сентября 2007 года астрономом Хуаном Лакрузом в обсерватории Ла-Каньяда и назван в честь Профоя, одного из воинов, спрятавшихся внутри Троянского коня.

Орбита астероида Профой и его положение в Солнечной системе